# 蔡忠恕
蔡忠恕（1920年—1945年6月），是一位臺灣日治時期出身臺北的反日運動者。

## 生平
蔡忠恕在就讀於臺北州立臺北第二中學校時受「列星會」林水旺等反日思漢運動鼓舞，並從此開始從事反日運動。
1938年，蔡忠恕考入臺灣總督府臺北高等學校；當時，該校內經常發生日本學生欺壓臺灣學生的事件。
1941年，蔡忠恕在太平洋戰爭爆發後判斷國軍軍隊將登陸臺灣本土，因此計畫密謀響應並企圖糾集同志，煽動反抗日本統治。1942年4月，蔡忠恕遊說其同學陳國興加入行列但遭拒絕；隨後，陳國興成為日本憲警的線民，秘密監視蔡忠恕的所有舉動。1943年，蔡忠恕認為因軸心國義、德兩大勢力已近降服，盟軍將轉而全力對日本領土發動襲擊；因此，他認為臺灣人應趁此裡應外合，一舉推翻日本統治。隨後，日本籍學生西山光世向有關當局報告臺北帝國大學附屬醫學專門部會客室內皇太子掛像遭斷頭，並發現蔡忠恕、郭琇琮、謝娥等學生輪流在同學家裡聚會，又獲報蔡忠恕與英美軍隊接觸之消息。
1944年3月17日，蔡忠恕被以「大學內抗日民族運動首領」罪名遭日本憲兵逮捕。1944年4月15日，當局以研讀漢文、抗日等名義進行大規模搜捕行動，千餘名具抗日意識的學生隨後遭到逮捕；不久，蔡忠恕、雷燦南、郭琇琮、謝娥等皆遭刑求並判刑，蔡忠恕隨後被關押於臺北監獄。
1945年6月，臺北監獄在盟軍轟炸行動中遭擊中，蔡忠恕遭波及並旋即過世。

## 紀念
- 1946年7月7日，國立臺灣大學醫學院舉行抗戰九周年紀念，並於當天在大禮堂舉辦蔡忠恕烈士追悼會，由郭琇琮主持，醫學院院長杜聰明宣讀祭文。[4]